# Supercoppa di Georgia (pallacanestro)
La Supercoppa di Georgia di pallacanestro è un trofeo nazionale organizzato annualmente dalla Federazione cestistica della Georgia a partire dal 2006. Si disputa tra il vincitore del campionato e il vincitore della Coppa di Georgia (o eventualmente la finalista della Coppa, qualora la stessa squadra sia vincitrice dei due trofei).

## Albo d'oro
- 2006 TSU Tbilisi
- 2007  Rustavi
- 2008  Rustavi
- 2009  Avia Tbilisi
- 2010 GSAU Tbilisi
- 2011  Armia Tbilisi
- 2012  Armia Tbilisi
- 2013  Olimpi Tbilisi
- 2014  Kutaisi
- 2016  Dinamo Tbilisi
- 2017  Dinamo Tbilisi
- 2018  Kutaisi